# Furcaperla jiangxiensis
Furcaperla jiangxiensis is een steenvlieg uit de familie borstelsteenvliegen (Perlidae). De wetenschappelijke naam van de soort is voor het eerst geldig gepubliceerd in 1991 door Yang & Yang.